# Pădurea Pogănești (sit SCI)
Pădurea Pogănești este o arie protejată (arie specială de conservare — SAC, sit de importanță comunitară — SCI) din România, desemnată în scopul protejării biodiversității și menținerii într-o stare de conservare favorabilă a florei spontane și faunei sălbatice, precum și a habitatelor naturale de interes comunitar aflate în arealul zonei de protecție. Aceasta se întinde pe o suprafață de 173,5 ha, integral pe uscat.

## Localizare
pe teritoriul administrativ al comunei Suceveni din județul Galați.  Centrul sitului Pădurea Pogănești este situat la coordonatele 45°58′34″N 28°01′32″E / 45.976192°N 28.0255°E.

## Înființare
Situl Pădurea Pogănești a fost declarat sit de importanță comunitară (ROSCI0165) în decembrie 2007 pentru a proteja 2 specii de plante. Situl a fost protejat și ca arie specială de conservare în mai 2022.. Situl include rezervația naturală Pădurea Pogănești.

## Biodiversitate
Situată în ecoregiunea de stepă, aria protejată conține 3 habitate naturale: Păduri de stejar alb estice, Păduri stepice euro-siberiene cu Quercus spp., Păduri de stejar și de carpen dacice.
La baza desemnării sitului se află mai multe specii protejate de  plante (2): stânjenelul sălbatic de stepă (Iris aphylla subsp. hungarica) și capul șarpelui (Pontechium maculatum subsp. maculatum).
Pe lângă speciile protejate, pe teritoriul sitului au mai fost identificate 3 specii de amfibieni, 2 specii de reptile.